# ダーウィンの危険な思想
『ダーウィンの危険な思想 - 生命の意味と進化』（ダーウィンのきけんなしそう - せいめいのいみとしんか、原題: Darwin's Dangerous Idea: Evolution and the Meanings of Life）は、哲学者ダニエル・デネットによる1995年の著書で、ダーウィン理論の影響について考察している。本書の核心は、ダーウィンの理論が覆されるか否かにかかわらず、デザイン（目的、あるいは何かが何のためにあるのか）にデザイナーを必要としないかもしれないという危険な発想から後戻りはできない、という主張である。デネットは、自然選択が盲目的なプロセスでありながら、生命の進化を説明するのに十分な力を持つという基盤に立ってこの主張を展開する。

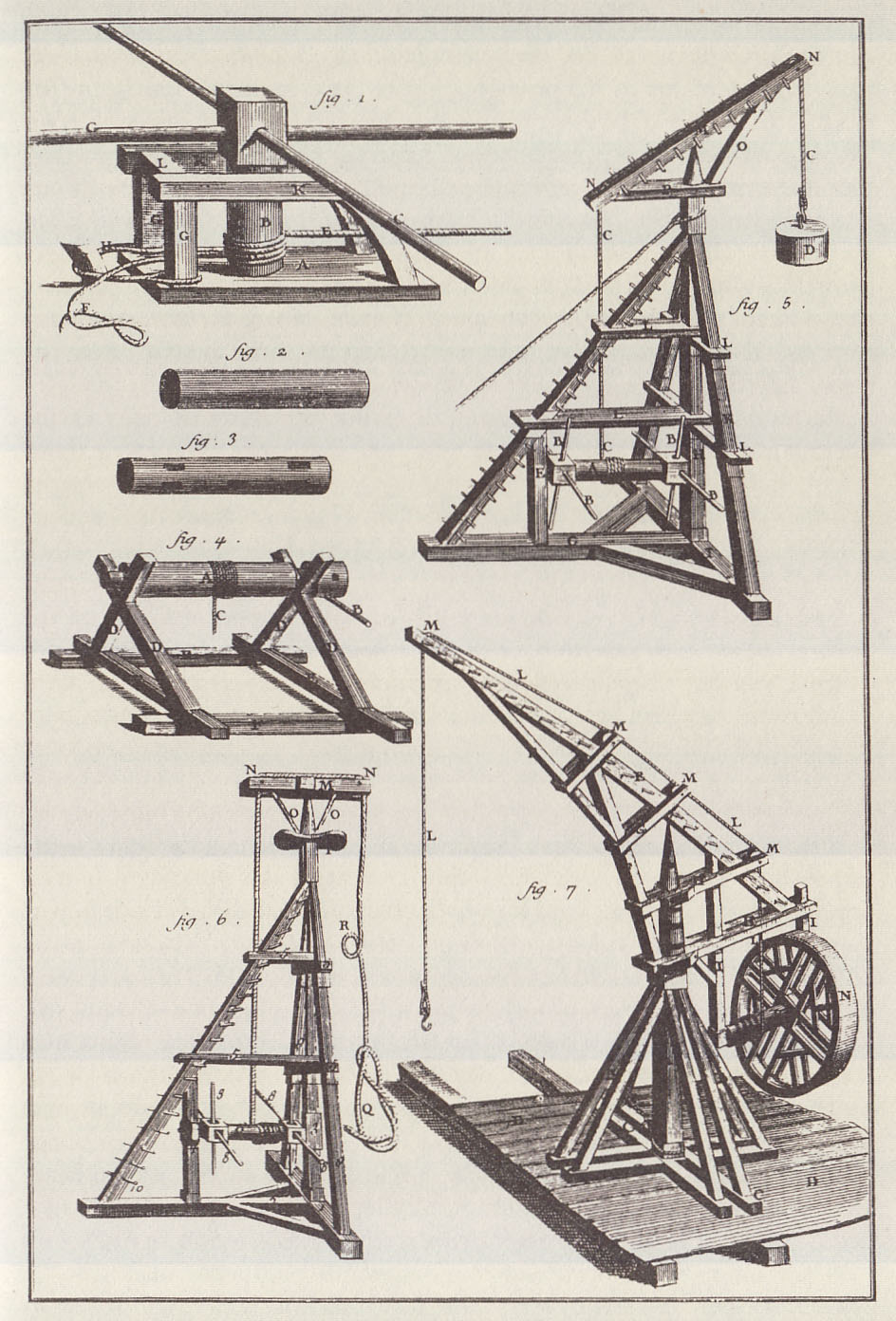
『ダーウィンの危険な思想』ではクレーンを比喩として広く用いている。

ダーウィンの発見は、生命の生成がアルゴリズム的に機能し、その背後にあるプロセスが、そのプロセスが与えられれば必然的にある結果に向かうような方法で働くということだった。
デネットは、例えば、精神を純粋にアルゴリズム的なプロセスに還元することはできないと主張する多くの著名な同時代人たちは、実質的に奇跡が起こり得ると主張していると指摘する。これらの主張は一般公衆の間で大きな議論を引き起こした。本書は1995年全米図書賞ノンフィクション部門のファイナリストおよび1996年ピューリッツァー賞一般ノンフィクション部門のファイナリストとなった。

## 背景
デネットの前著は『解明される意識』（1991年）であった。デネットは一般人のみならず学者の間でさえもダーウィニズムに対する不快感があることに気付き、この主題について本を書くべき時が来たと判断した。『ダーウィンの危険な思想』は科学の著作としてではなく、学際的な本として意図されており、デネット自身も科学的な詳細のすべてを理解しているわけではないと認めている。彼は適度な詳細さで説明を行い、より深く知りたい読者のために参考文献を提供している。
本書を執筆するにあたり、デネットは「私は他の学問分野の思想家たちに進化論の考え方を真剣にうけとめてもらいたいのであり、彼らが進化論の考え方をどのように見くびってきたか、また彼らがどうして間違ったサイレンに耳を傾けてきたのかを、示してあげたいのだ。」と考えた。そのために彼は物語を語る。その大部分は独創的なものだが、彼の以前の著作からの引用も含まれている。
デネットはタフツ大学で本書のほとんどのアイデアを含むダーウィンと哲学に関する学部生向けのセミナーを教えていた。また、同僚や他の学者たちの助力も得ており、その中には本書の草稿を読んだ者もいた。本書は「教師にして友人」であるW・V・O・クワインに捧げられている。

## 概要

### 第I部：中間からのスタート
『ダーウィンの危険な思想』の第I部「中間からのスタート」は、W・V・O・クワインの言葉から題名を取っている：「理論構築をどのように分析するにしても、私たちはだれも、中間からスタートしなくてはならない。私たちの概念や第一のものは中間の大きさ、中間距離のものであって、こうした概念やすべての物事に私たちが最初に近づくのも、人類の文化的進化の中程においてである」。
第1章「どうしてかしら」は歌から題名を取っている。
どうして星は瞬くの、

どうしてツタはからまるの、

どうしてお空は真っ青なの、

教えてくれたら教えてあげる。どうしてあなたが大好きなのか。
瞬かせたのが神様だから、

からませたのも神様だから、

真っ青にしたのも神様だから、

あなたをつくってくださったのも神様だから、だからあなたが大好きなのよ。
ダーウィン以前から、そして今日でも、大多数の人々は神をすべてのデザインの究極原因、あるいはすべての「なぜ」という問いに対する究極の答えとして見ている。ジョン・ロックは物質に先立つ精神の優位性を主張し、デイヴィッド・ヒュームは、ロックの見解の問題点を指摘しながらも、代替案を見出すことができなかった。
ダーウィンはまさにそのような代替案として進化を提示した。共通祖先の証拠を提供しただけでなく、それを説明する機構として自然選択を導入した。デネットによれば、自然選択は無心で、機械的でアルゴリズム的なプロセス—ダーウィンの危険な思想—である。第3章では「スカイフック」と「クレーン」の概念が導入される。デネットはダーウィニズムへの抵抗が、実際には存在しないスカイフックへの欲求に基づいていると示唆する。デネットによれば、良い還元主義者は明らかなデザインをスカイフックなしで説明し、強欲な還元主義者はクレーンなしでそれを説明しようとする。
第4章は生命の系統樹を扱い、その可視化方法や生命の進化史における重要な出来事について論じている。次の章では、メンデルの図書館（すべての論理的に可能なゲノムの空間）を概念的な補助として用いながら、可能なものと現実のものについて考察している。
第I部の最後の章で、デネットは人間の人工物と文化を統一されたデザイン空間の一部門として扱う。子孫または相同は、独立して現れそうにない共有されたデザイン特徴によって検出できる。しかし、自然選択によって（収斂進化を参照）、あるいは人間の探究によって、繰り返し発見される「強制された動き」や「良い技」も存在する。

### 第II部：生物学におけるダーウィン流の思考

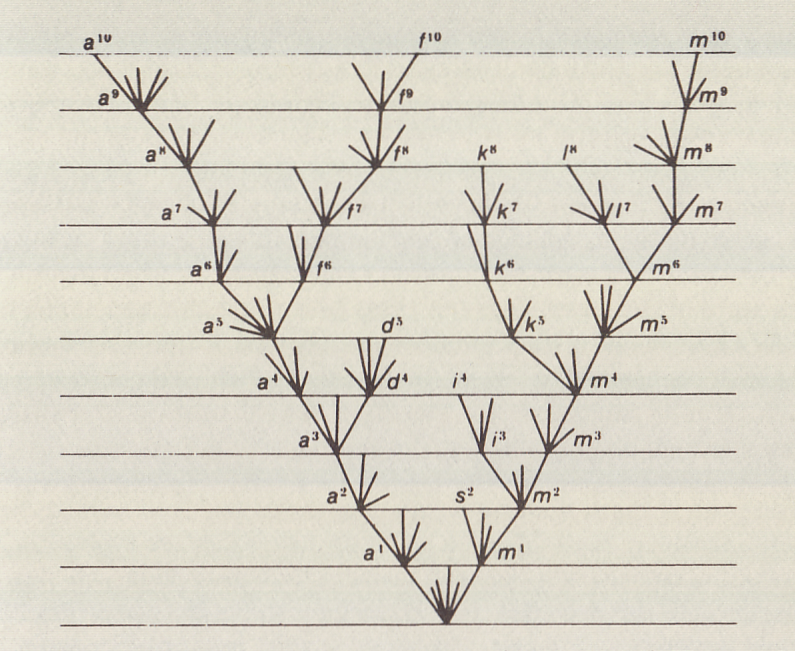
『種の起源』に掲載された系統樹の図

第II部「生物学におけるダーウィン流の思考」の最初の章は、生命の起源がスカイフックなしに起こったこと、そして我々の知る秩序ある世界が、混沌の中を盲目的で無方向な探索の結果であることを主張する。
第8章のメッセージは、その題名「生物学はエンジニアリングである」に表れている。生物学はデザイン、機能、構造、そして操作の研究である。しかし、生物学と工学の間にはいくつかの重要な違いがある。工学における最適化の概念に関連して、次の章では適応主義を扱う。デネットはこれを支持し、グールドとルウォンティンによる「反証」は幻想だと主張する。
「がんばれカミナリ竜」と題された第10章は、スティーヴン・ジェイ・グールドへの長い批評である。デネットは、グールドが一般向けの著作で進化の歪んだ見方を作り出したと考えている。適応主義、漸進主義、その他の正統的ダーウィニズムに対する彼の「自称革命」はすべて誤った警告であるとする。第II部の最終章は方向付けられた突然変異、獲得形質の遺伝、テイヤールの「オメガ点」を否定し、他の論争や仮説（選択の単位やパンスペルミア説など）は正統的ダーウィニズムにとって深刻な影響を持たないと主張する。

### 第III部：心、意味、数学、そして徳性

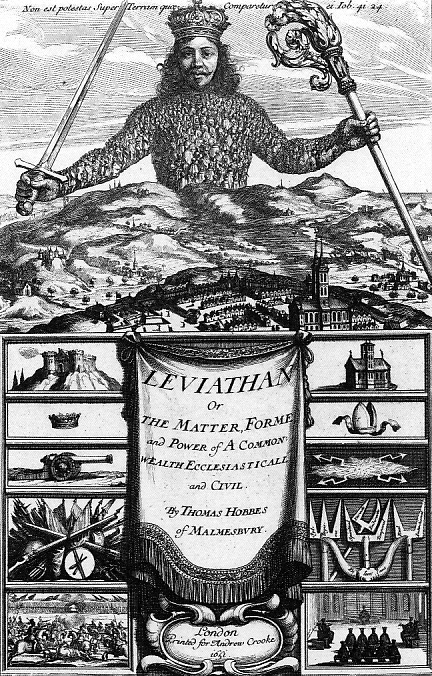
トマス・ホッブズの『リヴァイアサン』の扉絵。第16章「道徳の起源について」の冒頭に掲載されている。

第III部「心、意味、数学、そして道徳」は、ニーチェの引用から始まる。第12章「文化のクレーン」は文化進化を論じる。ミームが文化の理解において役割を果たすこと、そしてそれによって人間は動物の中で唯一、利己的な遺伝子を「超越」できることを主張する。続く「我々の精神をダーウィンに譲り渡す」という章は、脳、精神、そして言語の進化について論じている。デネットはノーム・チョムスキーの言語の進化、その人工知能によるモデル化、そしてリバースエンジニアリングへの見かけ上の抵抗を批判する。
次に意味の進化が論じられ、デネットは一連の思考実験を用いて、意味が無意味なアルゴリズム的プロセスの産物であることを読者に納得させようとする。
第15章は、ゲーデルの定理が特定の種類の人工知能を不可能にするわけではないと主張する。デネットは批判をロジャー・ペンローズにまで広げる。続いて主題は道徳の起源と進化に移り、トマス・ホッブズ（デネットは彼を「最初の社会生物学者」と呼ぶ）とフリードリヒ・ニーチェから始める。デネットは倫理学の進化論的分析のみが意味をなすと結論付けるが、いくつかの種類の「強欲な倫理的還元主義」には警告を発する。次の章に移る前に、いくつかの社会生物学の論争について論じる。
「道徳の再設計」と題された最後から2番目の章は、倫理学が「自然化」できるかという問いから始まる。デネットは正しいことを行うためのアルゴリズムを発見する見込みはあまりないと考えるが、道徳的問題へのアプローチを設計し再設計する我々の能力については楽観的である。「ある思想の未来」という本書の最後の章で、デネットは文化的多様性を含む生物多様性を賞賛する。締めくくりとして、『美女と野獣』を比喩として用いる。ダーウィンの思想は危険に見えるかもしれないが、実際にはとても美しいのだと。

## 中心となる概念

### デザイン空間
デネットは、進化によって自然に生成された産物と人間の創造性と文化による人工物との間には、原理的にほとんど、あるいはまったく違いがないと考えている。このため彼は、生命の樹の複雑な果実は非常に意味のある意味で「デザインされている」と意図的に指摘する—たとえ彼が進化が高次の知性によって導かれたとは考えていないとしても。
デネットは文化進化をよりよく理解するためにミームの概念を支持している。また、人間の創造性さえもダーウィン的機構によって作用している可能性があると考えている。これは、生物学的な「デザイン」を記述する「空間」が人間の文化や技術を記述する空間とつながっているという提案につながる。
『ダーウィンの危険な思想』では、デザイン空間の厳密な数学的定義は与えられていない。デネットはこれを認め、科学的な定式化ではなく哲学的なアイデアを提供していると認めている。

### アルゴリズムとしての自然選択
デネットは自然選択を、デザイン空間を移動するための基盤に依存しない、無心なアルゴリズムとして記述する。

### 万能酸
デネットは「万能酸」というファンタジーについて書いている。これは接触するものすべてを溶かしてしまう液体で、潜在的な容器さえも溶かしてしまうようなものである。このような強力な物質は、それが適用されるものすべてを変容させ、その後に全く異なるものを残すことになる。ここでデネットは「万能酸」とダーウィンの思想との類似性を指摘する：
この思想は伝統的な概念をあらかた侵食しつくして、その後に一つの革新的な世界観だけをを残していく。古い境界線の大半はまだそれと見分けがつくが、それらはもう根本から変形してしまっているのだ。
ダーウィンの思想を生物学の分野に閉じ込めておきたいと考える人々がいるが、デネットは、この危険な思想は必然的に「漏れ出して」他の分野も変容させると主張する。

### スカイフックとクレーン
デネットは「スカイフック」という用語を、より単純な層の上に構築されない設計の複雑性の源、つまり端的に言えば奇跡を表すために使用する。
人間の精神の還元可能性（あるいは還元不可能性）に関する哲学的議論において、デネットの概念は、一つまたは複数の神から発するインテリジェント・デザインの考え、あるいは不条理なミュンヒハウゼン的なブートストラップ方式で自身の根拠を提供する考えを揶揄している。
デネットはまた、進化を説明する際にそのような非科学的なスカイフックを使用していると、様々な競合するネオダーウィニズム的アイデアを非難し、特にスティーヴン・ジェイ・グールドの考えを強く批判する。
デネットは、そのような奇跡を必要とする複雑性の理論を、「クレーン」に基づく理論と対比させる。クレーンとはより大きな複雑性を持つ実体の構築を可能にする構造だが、それ自体は物理科学の「地面」にしっかりと基礎を置いている。

## 受容
『ニューヨーク・レビュー・オブ・ブックス』誌で、ジョン・メイナード・スミスは『ダーウィンの危険な思想』を以下のように賞賛した：
ダーウィニズムが何であるかを理解し、それを支持する哲学者に出会えることは喜ばしい。デネットは生物学をはるかに超えて議論を展開する。彼はダーウィニズムを腐食性の酸のようなものと見なし、我々の以前の信念を溶解し、社会学や哲学の多くを再考することを強いるものだと考える。控えめに書かれているとはいえ、これは控えめな本ではない。デネットは、もし我々がダーウィンの危険な思想を理解すれば、現在の知的荷物の多くを拒絶するか修正することを強いられると論じている...
同じ出版物で、スティーヴン・ジェイ・グールドは『ダーウィンの危険な思想』を「影響力はあるが誤った超ダーウィン主義的宣言」として批判した：
ダニエル・デネットは『ダーウィンの危険な思想』の最も長い章を私の考えの辛辣な戯画化に費やしており、それはすべてダーウィン主義的原理主義の擁護を強化するためである。もし非難と嘲笑の中に論じられた事例が全く見出せるとすれば、それは私が文学的技巧のおかげで、いくつかのつまらない、取るに足らない、そして基本的に因習的なアイデアを「革命的な」地位にまで高めようとした、という主張として記述されなければならないだろう。デネットは自然選択を超えた進化理論についてほとんど理解を示していないため、私の仕事への彼の批判は、彼自身が作り出した誤った標的への攻撃にすぎない。彼は私のアイデアをそのものとして扱うことはなく、ほのめかし、暗示、誤った帰属、そして誤りによって進める。
グールドはまた、自然選択の「万能酸」というデネットの考えと、ミーム学の考えに対しても厳しい批判を行った。デネットは反論し、デネット、グールド、そしてロバート・ライトの間のやり取りが『ニューヨーク・レビュー・オブ・ブックス』に掲載された。
生物学者のH・アレン・オーは『ボストン・レビュー』で同様の点を強調する批判的なレビューを書いた。
本書は創造論者からも否定的な反応を引き起こした。フレデリック・クルーズは、『ダーウィンの危険な思想』は「創造論者たちが最も憎悪する文献としてリチャード・ドーキンスの『盲目の時計職人』と並ぶ」と述べている。

## 翻訳
- 『ダーウィンの危険な思想―生命の意味と進化』山口 泰司【監訳】/石川 幹人/大崎 博/久保田 俊彦/斎藤 孝【訳】、青土社、2001/01。
  - 『ダーウィンの危険な思想　新装版 -生命の意味と進化-』山口 泰司【監訳】/石川 幹人/大崎 博/久保田 俊彦/斎藤 孝【訳】、青土社、2023/11。